# Kulindadromeus
Kulindadromeus ("běžec z lokality Kulinda", podle místa objevení) byl částečně opeřený býložravý dinosaurus z řádu Ornithischia (ptakopánvých). Jeho zkameněliny byly objeveny na Sibiři, na území Ruska. Žil před asi 170 miliony lety (střední jura) a představuje tak nejstaršího známého prokazatelně opeřeného dinosaura.

## Vzhled a opeření
Tento menší dinosaurus měřil na délku asi 1 až 1,5 metru a vážil kolem 2 kilogramů. Kulindadromeus měl relativně malou hlavu, krátké přední končetiny a dlouhý ocas. Zřejmě rychle běhal, odtud také jeho pojmenování. Přinejmenším na částech těla byl opeřený. Stává se tedy v pořadí třetím opeřeným ptakopánvým dinosaurem, počítáme-li rod Psittacosaurus, u kterého však není opeření jisté (má podobu ocasních štětinek). Prvním prokazatelně opeřeným ptakopánvým dinosaurem se tak stal až roku 2009 čínský heterodontosaurid Tianyulong. Přítomnost proto-peří u kulindadromea dokládá, že tento prvek mohl být velmi rozšířený také u ptakopánvých dinosaurů a u dinosaurů obecně. Z tohoto hlediska tedy patří kulindadromeus mezi nejvýznamnější dinosauří objevy 21. století.

## Pochybnosti o validitě
Některé objevy a reinterpretace původních výzkumů naznačují, že Kulindadromeus nemusí být vědecky platným (validním) taxonem. Paleontolog V. R. Alifanov se domnívá, že ve skutečnosti zde žili dva různí dinosauři, které pojmenoval Daurosaurus olovus a Kulindapteryx ukureica. Pro prokázání této myšlenky je ale potřeba více fosilního materiálu a další výzkumy.

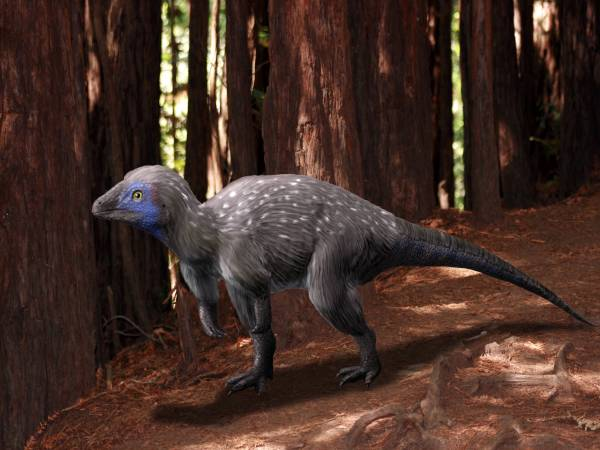
Rekonstrukce podoby dinosaura.